# Sant Kabir Nagar (dystrykt)
Sant Kabir Nagar – jeden z 75 dystryktów w stanie Uttar Pradesh w północnych Indiach. Miasto Khalilabad jest stolicą tego dystryktu. Sant Kabir Nagar jest częścią Dywizji Basti. Dystrykt został utworzony 5 września 1997 roku.